# ラズロク

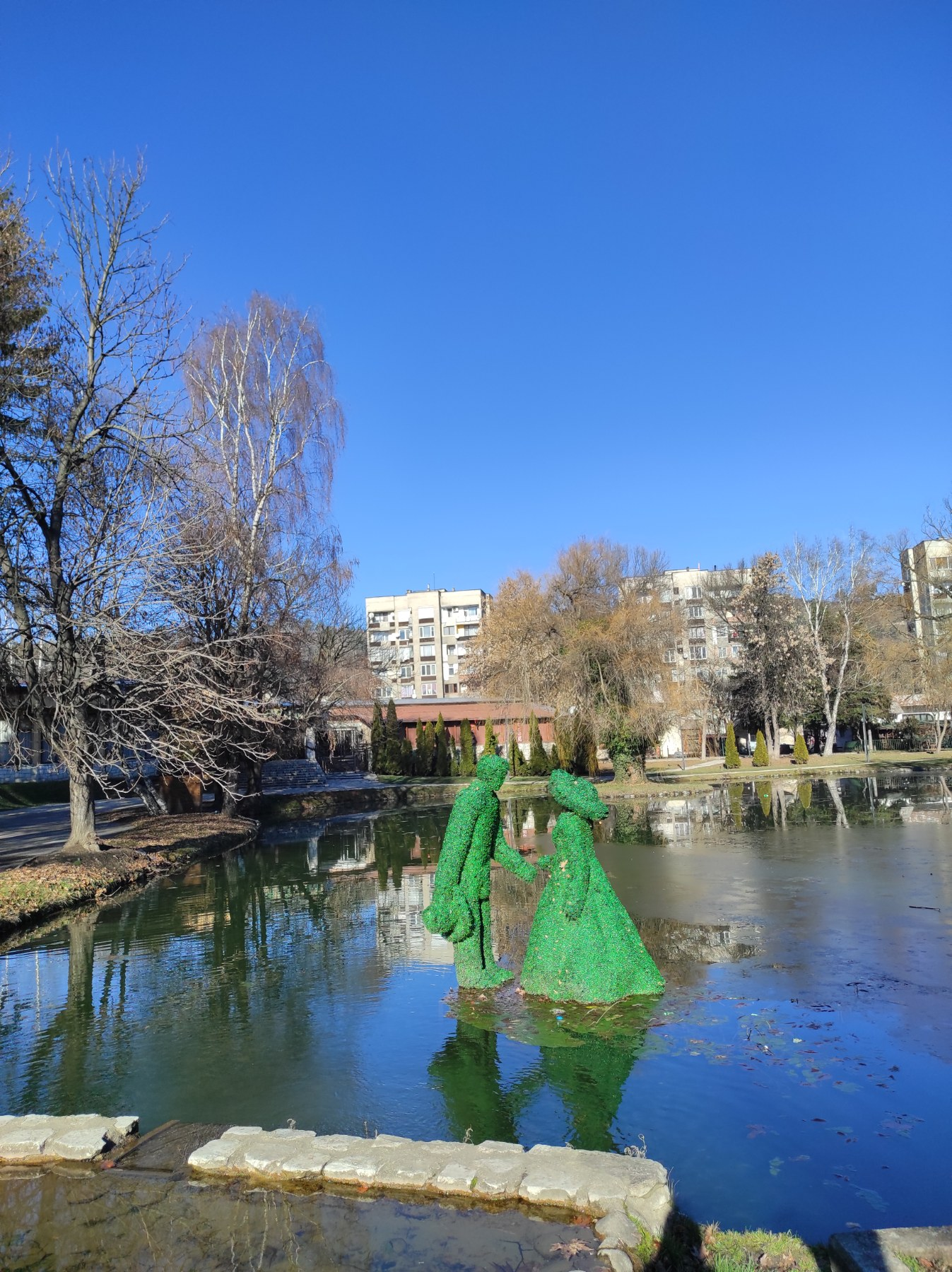

ラズロク（Razlog (ブルガリア語: Разлог [rɐzˈɫɔk])）は、ブルガリア南西部の町、およびそれを中心とした基礎自治体。ブラゴエヴグラト州に属する。

## 歴史

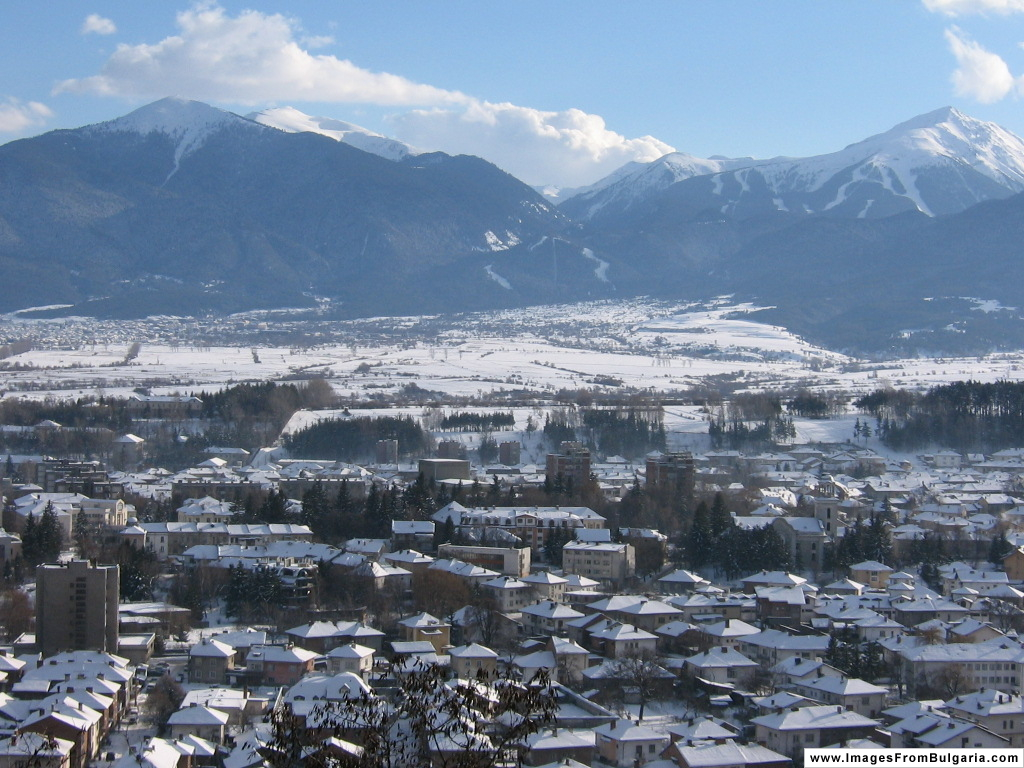
山々を背景としたラズロクの町の景色

ラズロク渓谷の中に位置し、ビザンティン帝国のバシレイオス2世の統治下で町は誕生した。14世紀からはオスマン帝国の支配下となる。19世紀にはラズロクの人々の多くがクレスナ・ラズロク蜂起およびイリンデン蜂起に加わり、それまではオスマン帝国の一部、セラニク州（Selanik vilayet、テッサロニキ州）、セレズ地方（Serez sandjak）に属していたラズロクは1912年にオスマン帝国の支配から解放された。

## 地理
ラズロクは冬季の観光地として1990年代から2000年代にかけて開発が進んだ。周辺を取り巻くピリン山脈、リラ山脈、ロドピ山脈が町を大きく特徴付けている。
領域の一部はピリン国立公園に含まれている。ピリン国立公園はユネスコの世界遺産にも登録されている国立公園である。

## 町村
ラズロク基礎自治体（Община Разлог）には、その中心であるラズロクをはじめ、以下の町村（集落）が存在している。
- Баня
- Бачево
- Годлево
- Горно Драглище

- Добърско
- Долно Драглище
- Елешница
- Разлог